# 王家贤
王家贤（1934年10月—2011年4月8日），男，黎族，广东琼中（今属海南）人，中华人民共和国政治人物，曾任海南省政协副主席，第八届全国人大代表，第八、九届全国政协委员。